# Furcellaran

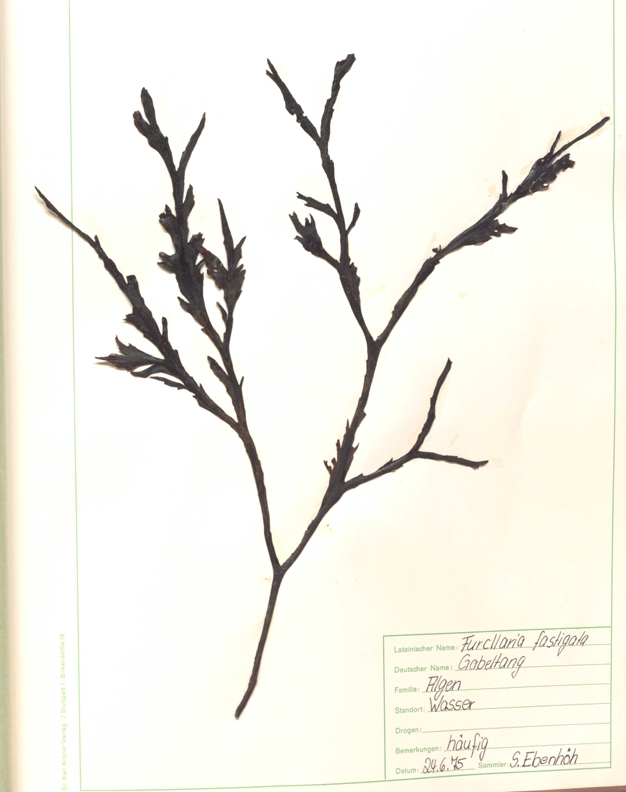
Gabeltang im Herbarium

Furcellaran ist ein Polysaccharid der Rotalge Furcellaria lumbricalis (Hudson) J.V.Lamouroux 1813, die früher auch F. fastigiata hieß. Es wird häufig als Dänischer oder Ostsee-Agar (Danish agar, Baltic agar) bezeichnet und ist strukturell dem Carrageen sehr ähnlich, welches auch als Lebensmittelzusatzstoff E 407 zum Einsatz kommt. Furcellaran wird unter anderem zur Herstellung von Pudding, Tortenguss und Pastetenfüllungen benutzt. Außerdem erleichtert es bei der Bierproduktion die Eiweißabscheidung und damit die Endfiltration.

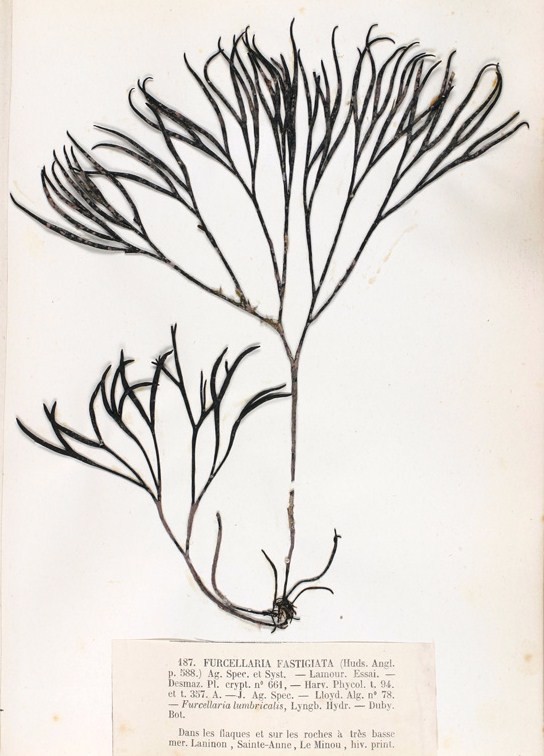
Furcellaria lumbricalis syn. fastigiata

Furcellaran besteht aus Ketten, in denen sich D-Galactopyranosid- (etwa 46 bis 53 Prozent) und 3,6-Anhydrogalactose-Einheiten  (etwa 30 bis 33 Prozent) in etwa abwechseln. Beide Zuckerbausteine enthalten mehr oder weniger  Sulfatreste.
Während bei Carrageen das Verhältnis von Sulfatresten zu Zuckerbausteinen etwa 1:2 ist, liegt es bei Furcellaran im Mittel bei 1:3 bis 1:4.  Um die Gelierfestigkeit zu erhöhen, wird meist noch Zucker zugesetzt. Die CAS-Nummer von Furcellaran ist 9000-21-9.

## Herstellung
Die Alge F. lumbricalis ist eine nordatlantische Art und wird häufig in Dänemark (auch in der Ostsee) und in Kanada (Prince Edward Island) geerntet. Zur Herstellung von Furcellaran werden die Algen in alkalischer Lösung vorbehandelt und danach mit Wasser extrahiert. Anschließend wird im Vakuum eingeengt und mittels Kaliumchlorid geliert. Schließlich werden die Gelfäden durch Ausfrieren konzentriert.